# Flash crash
Op de aandelenmarkt verwijst de term "flash crash" naar een scherpe daling van de aandelenkoersen op de financiële markten die slechts enkele minuten duurt. De plotselinge ineenstorting wordt gevolgd door een even snel herstel.
De woordcombinatie is samengesteld uit "flash" en "crash". De flash crash is een subtype van de beurscrash. Een belangrijke voorwaarde voor dit scenario, dat slechts enkele minuten duurt, is een lage marktliquiditeit (short-term market squeeze) en een hoog handelsvolume.

## Voorbeelden flash crashes

### 2010

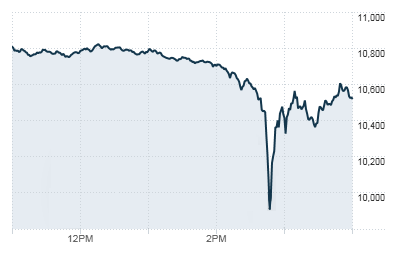
De flash crash in 2010

Op de middag van 6 mei 2010 daalde de S&P 500, met bijna 6 procent binnen 6 minuten, maar herstelde zich enigszins binnen 20 minuten. De Dow Jones Industrial Average index verloor op sommige momenten zelfs meer dan 9 procent; dit komt overeen met een verlies van bijna 1000 punten. Binnen 10 minuten werden in de aandelenhandel bijna 1,3 miljard aandelen verhandeld, zes keer het gemiddelde handelsvolume. Tal van aandelen daalden binnen enkele minuten tijdelijk tot een fractie van hun oorspronkelijke koers, sommige met wel 99 procent.
Op de Nasdaq-beurs werden na de crash alle transacties tegen prijzen van minder dan vijftig procent van de waarde van de vorige dag ongeldig verklaard en teruggedraaid.
De Commodity Futures Trading Commission en de Securities and Exchange Commission (SEC) van de Verenigde Staten kondigden in 2010 in een gezamenlijk rapport aan dat er een liquiditeitscrisis was ontstaan toen één enkele Amerikaanse handelaar voor 4,1 miljard dollar aan e-minicontracten verkocht in afdekkingstransacties, waarbij hij alleen afging op het huidige handelsvolume, wat leidde tot een aanbodoverschot op korte termijn. Vijf jaar later werd beurshandelaar Singh Sarao hiervoor veroordeeld.

### 2016

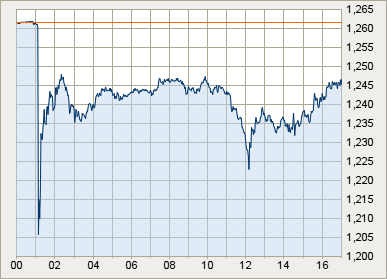
Plotse onverklaarbare daling omstreeks 1 uur 's morgens

Op 7 oktober 2016 omstreeks 1 uur 's nachts daalde het Britse pond daalde binnen enkele minuten met 10 procent ten opzichte van de Amerikaanse dollar op de Aziatische valutamarkten. Het herstelde kort daarna, maar bleef ongeveer 1,5 procent in het rood. Dit volgde op verschillende maanden van dalingen in het pond na het besluit van het Verenigd Koninkrijk om de EU te verlaten (Brexit). 

## Gevolgen
Naar aanleiding van de flashcrash van 2010 werden in juni dat jaar nieuwe regels voor de Amerikaanse effectenbeurzen vastgesteld. De handel in aandelen van de S&P-index wordt vijf minuten opgeschort als ze eerder in vijf minuten meer dan tien procent van hun waarde hebben verloren. Daarnaast overweegt de SEC beperkingen op high-frequency trading. 